# 폴리테트라플루오로에틸렌
폴리테트라플루오로에틸렌(Polytetrafluoroethylene, PTFE)는 많은 작은 분자(단위체)들을 사슬이나 그물 형태로 화학결합시켜 만드는 커다란 분자로 이루어진, 유기 중합체 계열에 속하는 비가연성 불소수지이다. 열에 강하고, 마찰 계수가 극히 낮으며, 내화학성이 좋다.
폴리테트라플루오로에틸렌은 약자인 PTFE 또는 듀퐁의 상품명인 테프론(Teflon)으로 많이 알려져 있고, 모든 화학약품에 대해 내화학성이 있으며, 매끄러운 표면으로 유명하다. 넓은 온도범위(－270~250°C)에서 물리적 성질을 유지한다. 이러한 성질 때문에 PTFE는 개스킷, 베어링, 컨테이너와 관의 내벽, 부식성 환경에서 사용되는 밸브와 펌프의 부품, 조리기구, 톱날, 기타 다른 제품의 보호막으로 적합하다.
테프론 오일은 이 수지를 작은 크기로 만들어 오일에 혼합한 것이다. 테프론이 포함된 오일들은 대개 합성유이다.

## 용도
현재는 일회용품, 특히 마찰이 작은 곳부터 식품이 타거나 눌어붙는 것을 방지하는 역할을 한다. 강한 불에 의한 가열이나 식재료 등에 넣어 방치하는 것에 따라 열화나 박리 현상이 발생할 수 있으며, 금속제 도구에는 쉽게 긁힌다. 발수성 · 방수성이 매우 우수하여 우산 등의 고밀도 테프론 원단에 쓰인다.

## 위험성
테프론 코팅이 된 후라이팬에서 가열, 조리 시 퍼플루오로옥탄산염(PFOA)과 같은 독성물질이 생성된다. PFOA는 래트(Rat)를 통한 동물 실험에서 기형, 성적 미발달, 간 독성을 유발했으며 사람에게 직접 노출 시 폐부종, 기도자극 등의 호흡기 질환을 겪을 수 있다. 2003년 7월, 대구 부근 거주 남녀 각 25명을 조사한 결과, 혈중 PFOA 농도는 여성이 88.1ppb , 남성이 35.5ppb로 검출되었으며 이는 미시간주의 여성이 4.7ppb , 남성이 5.7ppb , 폴란드의 여성이 21.9ppb, 남성이 20.5ppb 만큼 검출된 것에 비해 매우 큰 수치다.
그러나 미국 질병예방본부(CDC)는 2004년에 발행된 학회지(Environmental Science and Technology Vol. 38, 3698-3704)에서 인체의 퍼플루오로(pefluoro) 화합물(PFCs:PFOA를 포함한 13종류의 화합물)에 의한 폭로와 인체에 대한 유해성과의 명확한 관련성은 확립되고 있지 않다”라고 기술하고 있다. 또한 2007년 존스 홉킨스 의학부를 중심으로 한 연구진은 출생 시에 PFOA 레벨이 높았던 유아와 출생 시에 체중이 가벼운 것이나 머리 사이즈가 작은 것에 대해서 관련성은 적으나 통계적으로 유의성은 가진다고 보고했는데, 이 연구 결과는 다른 조사 및 연구 그룹에 의해 재현될 때까지는 신중히 취급할 필요가 있다고 기록되어 있다. 그만큼 PFOA의 유해성은 아직 논란의 소지가 있다.

## 같이 보기
- 다크 워터스
- ETFE
- 고어텍스